# Maurice Jeffers
Maurice Cardale Jeffers (nacido el 03 de abril de 1979 en Morrilton, Arkansas) es un exjugador de baloncesto estadounidense. Con 1,93 m de estatura, su puesto natural en la cancha era el de base o Escolta.

## Trayectoria profesional
- 2001: Asheville Altitude (NBDL, Estados Unidos)
- 2002: Benetton Fribourg Olympic (Suiza)
- 2003: Texas Rim Rockers (USBL, Estados Unidos)
- 2003: Kansas Cagerz (USBL, Estados Unidos)
- 2004: Kansas Cagerz (USBL, Estados Unidos)
- 2004: WTC Cornellà (Liga LEB2)
- 2004-2005: León Caja España (Liga LEB)
- 2005-2006: CB L'Hospitalet (Liga LEB)
- 2006-2007: Lleida Bàsquet (Liga LEB)
- 2007-2008: CB Breogan (Liga LEB)
- 2008-2010: Gießen 46ers (Alemania)
- 2010-2011: Club Atlético Lanús (Argentina)
- 2011: Gießen 46ers (Alemania)